# Традиционална настава
Традиционална настава је облик наставе који захтева од ученика репродукцију знања, а не активну изградњу знања.

## Настава "један на један"
Прва настава је била организована "један на један" што је значило да је сваки ученик имао свог личног учитеља. Обакав облик наставе је назван индивидуална настава. Наставе су се ретко одвијале у мањим групама. Настава је имала предност што је ученик могао брже и лакше да напредује. Може се рећи следеће:
"Успех у индивидуалној, као и у групној, настави био је толико добар колико је био добар и учитељ. Но свакако, да је добар учитељ могао много више постићи у раду са појединцем него са групом".

## Разредно-предметни-часовни систем
Како су расле друштвене потребе за радном снагом тако је расла и потреба за другачијим образовањем. Јан Амос Коменски је сагледао слабости образовања. Зато је направио нови револуционални преглед педагошке концепције. Образовање је постало доступно и најнижим друштвеним слојевима. Образовни садржаји су подељени на предмете и уведен је наставно-часовни систем са својим познатим одликама.

## Слабости традиционалне наставе
Да ни овај облик наставе није савршен говоре нам мишљења многих аутора који критикују традиционалну наставу. Према Хајнриху Песталоцију и Фридриху Хербарту неопходно је да се наставни час постави на научне основе, да се из њега отклоне импровизације, да се уведу више систематичности и организованости у наставни рад. Према Висенту Окоњу слабости школе које су произвог педагошке теорије Коменског су енциклопедизам чиме се ученици оптерећују непотребним информацијама а уместо да се припреме за рад, образовање не отвара путеве за даље образовање, наставник и настава су ауторитарни, примењује се принуда уместо да се ученик припрема за живот. Према Џону Дјуију, наставник у традиционалној настави је активан, а ученици пасивни само памте чињенице које је наставник изложио. У настави се не користи искуство ученика. Према заступницима радне школе, школа запоставља практичне животне потребе па су тражили да школа буде радног карактера.
Треба истакнути да се концепција Коменског идаље користи иако је његова педагошка концепција настала пре четири века. Данас, можемо утврдити да су слабости традиционалне наставе следеће:
- Предметна подела садржаја јесте увела ред и систематичност у настави, али је уједно и препрека да ученици увиде целовитост да схвате живот у окружењу. да би се избегла слабост предметне поделе увела се интегративност предмета у прва четири разреда.
- Наставник је једини извор информација. Они преносе чињенице и закључке ученика. Наставник је активан, а ученици пасивни.
- Фронталним обликом рада се пружа свим ученицима иста знања иако су сви ученици различити.
- У традиционалној настави је ретка повратна информација. На крају часа наставник не зна да ли је остварио задатке, а ученици шта су научили.[5]